# Cher Ndour
Cher Ndour (Bréscia, 27 de julho de 2004) é um futebolista italiano que atua como meio-campo. Atualmente joga na Fiorentina.

## Carreira
Ndour começou a sua carreira na academia do ASD San Giacomo, antes de se juntar à formação do Brescia. Com 9 anos de idade, mudou-se para a academia da Atalanta. A 31 de julho de 2020, Cher transferiu-se para o Benfica. A 2 de maio de 2021, fez a sua estreia profissional pelo Benfica B, substituindo Gonçalo Ramos aos 91 minutos de jogo numa vitória por 2–0 na Segunda Liga sobre o Oliveirense. Com 16 anos e 279 dias, Ndour tornou-se o mais jovem jogador de sempre a jogar pelo Benfica B, batendo o recorde que previamente pertencia a João Félix. A 18 de março de 2023, com 18 anos, Cher estreou-se pela equipa principal do Benfica, numa vitória caseira por 5–1 sobre o Vitória SC.

## Carreira Internacional
Ndour nasceu em Itália, filho de pai senegalês e mãe italiana. É internacional juvenil por Itália, que representou a nível Sub-15, Sub-16, Sub-18 e Sub-20.

## Títulos
Benfica
- Primeira Liga: 2022–23[6]
- Campeonato Nacional de Juniores: 2021–22[carece de fontes?]
- Youth League: 2021–22[7]
- Taça Intercontinental Sub-20: 2022[8]